# Зомбі-комедія
Зо́мбі-коме́дія — піджанр кінематографу на тематику зомбі, який є сумішшю фільму жахів, фарсу та чорної комедії.

## Історія
Найдавніші корені жанру можна знайти у фільмі Жана Ярбро «Король зомбі» (1941) та «Зомбі на Бродвеї» Гордона Дугласа (1945), хоча в цих фільмах зображені не класичні, гаїтянські зомбі. У фільмах Джорджа А. Ромеро «Світанок мерців» (1978) і «День мерців» (1985) було декілька комедійних сцен, але основний їхній жанр це фільм жахів. «Американський перевертень у Лондоні» (1981) та цикл «Повернення живих мерців» (1985) (особливо перші дві та остання серії) можна вважати одними з ранніх прикладів зомбі-комедії. Серед інших ранніх прикладів — «Містер Вампір» (1985), «Мертвий поліцейський» (1988), «CHUD II: Bud the CHUD» (1989), «Жива мертвечина» (1992), «Bio Zombie» (1998).
Класичним прикладом сучасної зомбі-комедії є фільм «Зомбі на ім'я Шон» Едгара Райта (2004), з безліччю жартів та посилань на зомбі-фільми Джорджа А. Ромеро. Серед інших популярних комедій про зомбі — «Танець мерців» Грегга Бішопа (2008) та фільм «Вітаємо у Зомбіленді» 2009 року.
Інші фільми, які можна вважати зомбі-комедіями, включають:
- Біозомбі (1998)
- Поховання колишнього (2014)[4]
- Кокні проти зомбі (2012)
- Танець мерців (2008)
- Мертвий поліцейський (1988)
- Операція «Мертвий сніг» (2009)
- Операція «Мертвий сніг» 2 (2014)
- Зомбі на ім'я Фідо (2006)
- Рука-вбивця (1999)
- Хуан з мерців (2010)
- Якщо твоя дівчина — зомбі (2014)[5]
- Містер Вампір (1985)
- Хлопець з того світу (1993)
- Ніч кошмарів (1986)
- Паранорман (2012)
- Атака курячих зомбі (2005)
- Гордість та упередження та зомбі (2016)
- Реаніматор (1985)
- Скаути проти зомбі (2015)
- Зомбі на ім'я Шон (2004)
- Мертві не вмирають (2019)[6]
- Дивна сім'я: Зомбі у продажу (2019), перший південнокорейський комедійний фільм про зомбі.
- Токійський зомбі (2005)
- Тепло наших тіл (2013)
- Вітаємо у Зомбіленді (2009)
- Зомбі-стриптизерки (2008)
- Вітаємо у Зомбіленді 2 (2019)
- Маленькі монстри (2019)